# Tyrbastes glaucescens
Tyrbastes glaucescens är en gräsväxtart som beskrevs av Barbara Gillian Briggs och Lawrence Alexander Sidney Johnson. Tyrbastes glaucescens ingår i släktet Tyrbastes och familjen Restionaceae. Inga underarter finns listade i Catalogue of Life.